# Badia de Guanabara
La Badia de Guanabara està a l'Estat de Rio de Janeiro al Brasil, i la seva capital Rio de Janeiro està dins el marge occidental de la badia.

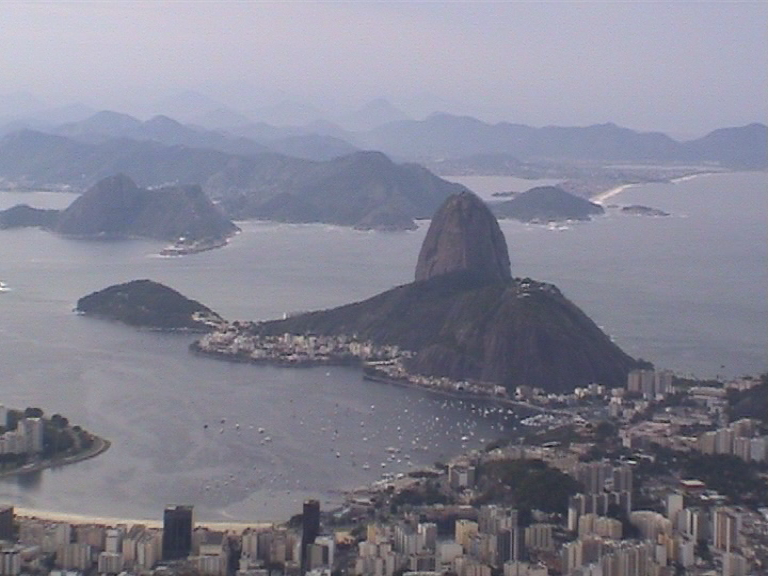
Panoràmica de la Badia de Guanabara

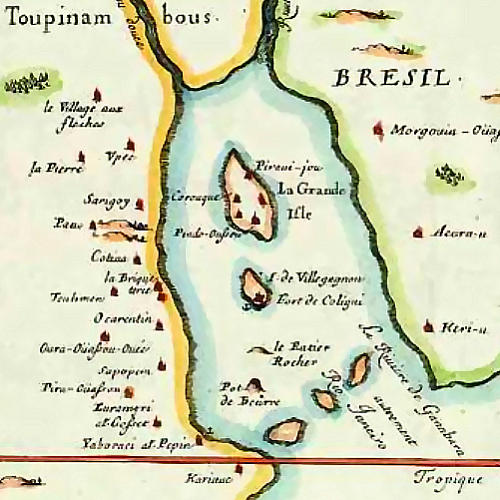
Mapa de la Badia de Guanabara

La badia és la resultant d'una depressió tectònica formada en el Cenozoic, entre dos blocs de la falla geològica, l'anomenada Serra dels Òrgans i diversos massissos costaners més petits. Constitueix la segona major badia, en extensió del litoral brasiler, amb una àrea d'aproximadament 380 km².
Les profunditats mitjanes a la badia són de 3 metres en l'àrea del fons, 8,3 metres a l'altura del Pont Rio-Niterói i de 17 metres en el canal d'entrada de la barra.A l'àrea del fons, on desenboquen la major part dels rius, l'acumulació de sediments constitueix manglars, envoltats per la vegetació pròpia de la Mata Atlàntica.

## Illes a la badia
- Ilha d'Água
- Ilha da Boa Viagem
- Ilha da Conceição
- Ilha da Laje
- Ilha das Cobras
- Ilha das Enxadas
- Ilha das Flores (ilhas do Engenho, Ananases, Mexinguira i Carvalho)
- Ilha do Brocoió
- Ilha de Mocanguê
- Ilha de Paquetá
- Ilha de Villegagnon
- Ilha do Bom Jesus da Coluna
- Ilha do Boqueirão
- Ilha do Governador
- Ilha do Rijo
- Ilha do Pinheiro
- Ilha do Sol
- Ilha Fiscal